# Kosztel vára
Kosztel vára (horvátul: Stari grad Kostel), várrom Horvátországban, a Pregrada községhez tartozó Kostel falu területén.

## Fekvése
A vár tekintélyes romjai Pregrada településétől mintegy 5 km-re északnyugatra, a Bregi Kostelski nevű településtől délkeletre találhatók. A falu plébániatemplomától induló, talán az egykori felvezető út nyomvonalát őrző gyalogösvény nyugatról közelíti meg a várat.

## Története
Kosztel várát először 1339-ben a Héder nembeli Kőszegi család tulajdonában említették meg. A Kőszegiek hűtlensége miatt a vár és a birtoka a királyra szállt vissza, majd királyi adományként 1399-ben a környéket uraló Cillei családé lett. Cillei Ulrik 1456-os meggyilkolása után a várban szolgáló Krieg nevű ember tartotta birtokában, aztán 1493-ban a von Weisspriach családé lett. Különböző birtokviták után, a vár és birtoka 1523-ban ténylegesen is a Corvin János herceg örökébe lépő Brandenburgi György kezébe került, ám ugyanezen évben már a Keglevich család kezén kerül említésre. A buzsinai Keglevichek a török támadások elől jöttek ide boszniai birtokaikról és itt telepedtek le. A vár több mint két évszázadig volt a család székhelye és ez megnövelte jelentőségét is. Megindult a vár alapoktól történő teljes megújítása. A török veszély elmúltával a 17. század végén a család elhagyta a koszteli várat és a pregradai völgyben épített magának kényelmes kastélyt.

## A vár mai állapota
Kosztel várának romjai a közeli Pregradáról a szlovén határ felé a Kosteljina-patak mellett vezető út feletti Kuna gora magaslatán találhatók. Feltárását 1953-ban végezték, állapota azóta is sokat romlott. A falak még ma is emeletnyi magasságban állnak.